# Knut Andersson (pianist)
Knut Anders Andersson, född 13 januari 1868 i Klara församling i Stockholm, död 22 december 1938 i Oscars församling, var en svensk donator, pianist och tonsättare.

## Biografi
Andersson bedrev först juridiska studier i Uppsala, ägnade sig därefter åt musik under ledning av bland annat Richard Andersson, Johan Lindegren, Karl Heinrich Barth och knöts för någon tid som lärare vid konservatoriet i Strassburg. Som tonsättare har han framträtt med bland annat en stråkkvartett. Till minne av sina föräldrar, byggmästaren Johan Andersson och hans maka Therese, född Svanberg, överlämnade Andersson i november 1922 en donation till Karolinska institutet, "Stiftelsen Therese och Johan Anderssons minne", på fem miljoner kronor.